# Carlos Lleras Restrepo

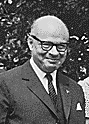
Carlos Lleras Restrepo

Carlos Lleras Restrepo (* 12. April 1908 in Bogotá; † 27. September 1994 ebenda) war ein kolumbianischer Politiker der Partido Liberal Colombiano und von 1966 bis 1970 Präsident Kolumbiens.

## Biographie
Der Sohn des bekannten Arztes Federico Lleras studierte nach dem Schulbesuch Rechtswissenschaften an der Universidad Nacional de Colombia und war nach dem Abschluss des Studiums 1930 als Rechtsanwalt tätig. 1931 wurde er als Abgeordneter in das Parlament der Provinz Cundinamarca gewählt. 1932 gehörte er der Verwaltung von Bogotá an. Im Folgejahr war er in der Regierung der Provinz Cundinamarca und als Abgeordneter im Parlament vertreten, in das er 1936 erneut gewählt wurde. Zwischenzeitlich war er zwischen 1936 und 1937 Präsident des Rechnungshofes (Contraloría General de la República Colombia). Im August 1938 wurde er von Präsident Eduardo Santos erstmals zum Minister für Finanzen und öffentliche Kredite (Ministero de Hacienda y Crédito Público) ernannt und hatte diese Funktion bis März 1941 inne. In dieser Zeit wurden neben einem nationalen Kaffeefonds auch mehrere Organisationen zur Verbesserung der Geld- und Kreditversorgung geschaffen, u. a. das Instituto de Crédito Territorial (ICT), Instituto de Fomento Municipal und das Instituto de Fomento Industrial (IFI).
Lleras Restrepo war ein überzeugter Liberaler und wurde anschließend 1941 erstmals Vorsitzender der Partido Liberal Colombiano. Im August 1941 wurde er Minister für Finanzen und öffentliche Kredite und gehörte dem Kabinett von Präsident Santos bis zum Ende von dessen Amtszeit im August 1942 an. 1942 wurde er in den Senat gewählt. Das Amt des Finanzministers bekleidete er dann erneut von Oktober 1943 bis März 1944 im Kabinett von Präsident Alfonso López Pumarejo. Er gehörte den Delegationen Kolumbiens zur Vorbereitung der Organisation der Vereinten Nationen und anlässlich der Konferenz von Bretton Woods an.
Nach der Ermordung von Jorge Eliécer Gaitán wurde er 1948 erneut Parteivorsitzender und behielt diese Funktion bis 1950. Mit der Ermordung Gaitáns begann eine jahrzehntelange gewaltsame Auseinandersetzung zwischen der Liberalen Partei und der konservativen Partido Conservador Colombiano. Nachdem sein eigenes Haus 1952 durch eine politisch motivierte Brandstiftung völlig zerstört worden war, ging er bis 1954 ins Exil nach Mexiko.

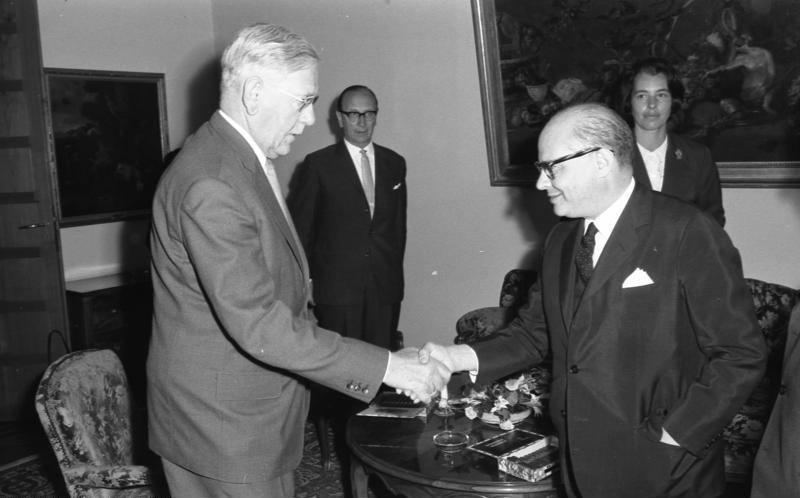
Lleras Restrepo (rechts) bei einem Besuch in der Bundesrepublik mit Bundesminister Heinrich Krone (1964)

1966 gewann er als Kandidat seiner Partei die Präsidentschaftswahlen und war anschließend vom 7. August 1966 bis zum 7. August 1970 Präsident Kolumbiens. Nach der Gründung des Instituts für Agrarreform (INCORA) kam es zwischen 1968 und 1969 zu einer umfangreichen Landreform, in deren Verlauf 60.000 Landtitel an Arbeiter und Bauern vergeben wurden. Während seiner Präsidentschaft setzte er sich auch maßgeblich für die Gründung des Andenpaktes 1969 zur Förderung der Wirtschaftsunion in Lateinamerika ein und gehörte zu den treibenden Kräften dieser Vereinbarung zwischen Bolivien, Chile, Kolumbien, Peru und Venezuela. In seine Amtszeit fiel allerdings auch die Ausweisung von Marta Traba wegen deren Protest gegen die Besetzung der Universidad Nacional de Colombia durch das Militär.
1978 unterlag er bei der Nominierung zum Präsidentschaftskandidaten der Liberalen Partei dem späteren Wahlsieger Julio César Turbay Ayala. Dennoch blieb er auch nach dieser Niederlage politisch aktiv.
Carlos Lleras Restrepo war nicht nur ein Cousin des früheren Präsidenten Alberto Lleras Camargo, sondern auch Großvater von Germán Vargas Lleras, einem langjährigen Senator, der bei den Präsidentschaftswahlen 2010 erfolglos kandidierte und von Präsident Juan Manuel Santos am 7. August 2010 zum Innen- und Justizminister ernannt wurde.
Lleras gehörte seit 1941 der Leitung der Zeitung El Tiempo an, in der er auch regelmäßig Beträge veröffentlichte.
Lleras war seit dem 25. März 1933 mit Cecilia de la Fuente verheiratet, aus der Ehe gingen vier Kinder hervor, Carlos, Clemencia, María Inés und Fernando.